# Abbaye de Cîteaux

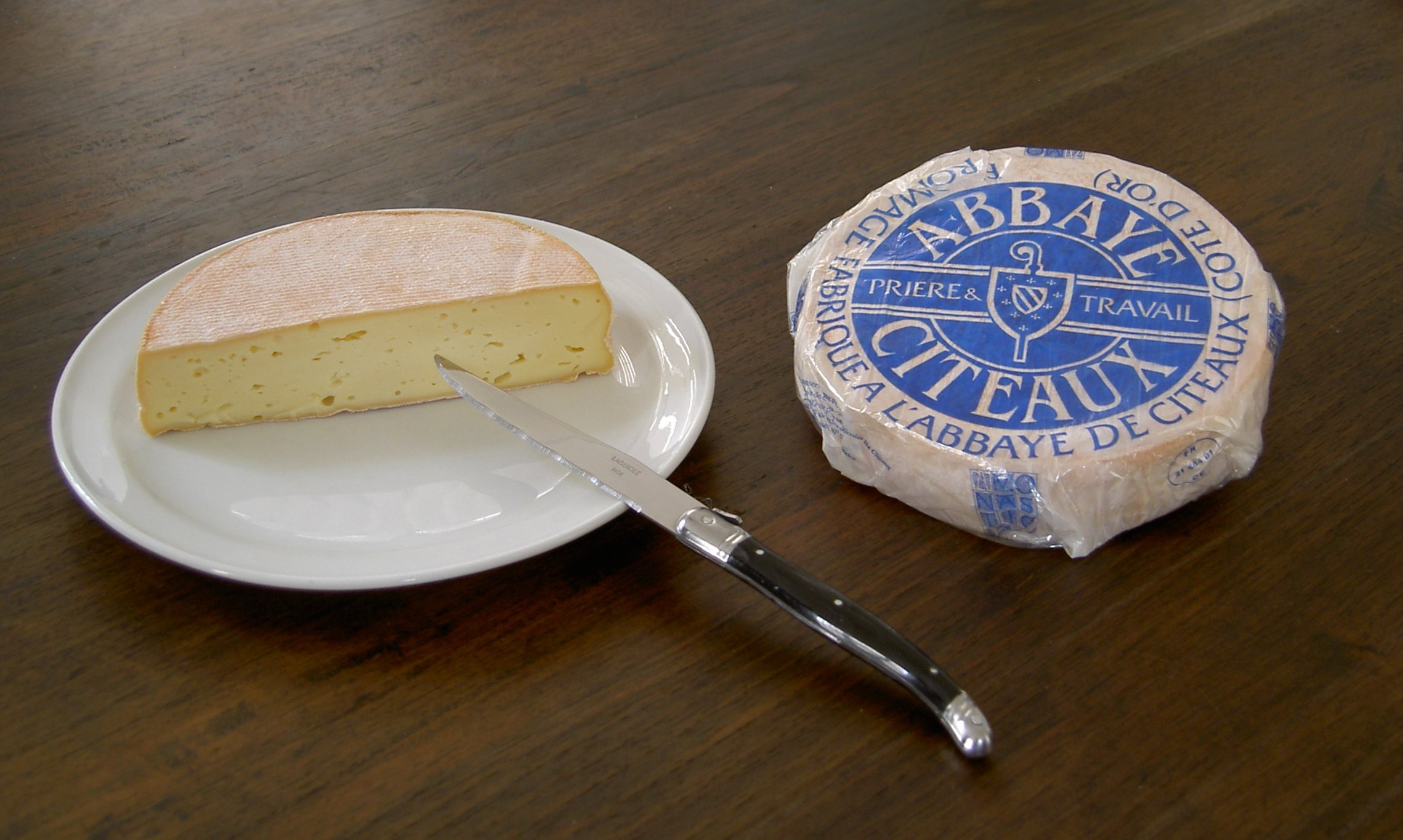
Abbaye de Cîteaux

Der Abbaye de Cîteaux ist ein französischer halbfester Rohmilchkäse mit gewaschener, geriebener und gewachster Rinde aus der Rohmilch von Montbéliard-Kühen. Er wird seit 1925 im Kloster Notre-Dame de Cîteaux in der Region Burgund als Fermier-Käse hergestellt. Er zählt zu den mildesten Käsesorten unter den Käsen mit gewaschener Rinde. Die Rinde ist fast glatt und von graugelber Farbe. 
Der Laib wird aus dem unerhitzten Teig kreisrund gepresst und hat am Ende der Reifung des Käses einen Durchmesser von 18 cm und eine Höhe von 3,5 cm. Das Gewicht eines Laibes beträgt 700 Gramm bei einem Fettgehalt von 45 %. Der Käse wird ganzjährig hergestellt. Aus der Milch von 70 Montebéliard-Kühen betrug die Jahresproduktion 1997 etwa 60 Tonnen, die überwiegend am Herstellungsort verzehrt wurden.